# Yasid
Yasid (àrab: ياصيد, Yāṣīd) és un vila palestina de la governació de Nablus, a Cisjordània, al nord de la vall del Jordà, 15 kilòmetres al nord-est de Nablus. Segons l'Oficina Central Palestina d'Estadístiques tenia 2.291 habitants en 2006.
Segons el cens de Palestina de 1931, ordenat per les autoritats del Mandat Britànic de Palestina, Yasid tenia 67 cases ocupades i una població de 369 musulmans i 3 cristians.